# Dřínov (Mělník)
Dřínov è un comune della Repubblica Ceca facente parte del distretto di Mělník, in Boemia Centrale.